# همفري مينو
همفري مينو (بالإنجليزية: Humphrey Mieno)‏ (25 سبتمبر 1989 بنيروبي في كينيا - ) هو لاعب كرة قدم كيني في مركز الوسط. شارك مع منتخب كينيا لكرة القدم. أما مع النوادي، فقد لعب مع النادي الإفريقي وعزام يونايتد ونادي توسكر ونادي سوفاباكا وA.F.C. Leopards ‏ وKenya Commercial Bank S.C. ‏.

## روابط خارجية
- همفري مينو على موقع قاعدة بيانات كرة القدم.إي يو (الإنجليزية)
- همفري مينو على موقع ناشيونال فوتبول تيمز (الإنجليزية)
- همفري مينو على موقع Soccerway.com (الإنجليزية)